# Siège de Skala (1402)
 (mars 2025).
Batailles
Siège de Suchdol, Bataille de Ratboř (1402), Siège de Nebovidy (1402), Siège de Kutna Hora (1402)
Le siège de Skála de 1402 fut une opération de siège infructueuse menée par les loyalistes du roi tchèque Venceslas IV, dirigés par le noble Petr Zmrzlík de Svojšín, contre le château de Skála près de Přeštice dans l’ouest de la Bohême. Le château était alors tenu par Břeněk Švihovský de Skála, membre de l'Union seigneuriale et partisan de Sigismond de Luxembourg. Cet événement s’inscrit dans la Guerre civile bohémienne pendant les Guerres des margraves moraves , qui éclata après la capture de Venceslas IV par Sigismond, marquant le début des luttes intestines pour le contrôle du royaume.

## Contexte
Le château de Skála, fondé en 1318 par Vilém, ancêtre de la famille Švihovský, occupait une position stratégique sur les routes reliant Plzeň à la Bavière. En février 1402, Sigismond de Luxembourg, profitant de la faiblesse de son frère aîné Venceslas IV, tenta de s’emparer du pouvoir dans le royaume de Bohême. Sur son instigation, l'Union seigneuriale organisa la capture de Venceslas le 6 mars 1402 et son envoi à Králův Dvůr près de Beroun, suivi de son emprisonnement à Vienne quelques mois plus tard.
Cette action déclencha une guerre civile entre les partisans des deux frères. Le seigneur Břeněk se rangea du côté de Sigismond, tandis que Petr Zmrzlík de Svojšín, un noble et capitaine royal de la région de Stříbro, resta fidèle à Venceslas IV. Skála devint ainsi une cible pour les loyalistes cherchant à affaiblir les alliées de Sigismond dans l’ouest de la Bohême.

## Déroulement
Peu après la capture et le déplacement de Venceslas IV, Petr Zmrzlík de Svojšín rassembla une armée estimée à 150–250 hommes en été 1402, composée de vassaux de son fief de Svojšín et de milices locales, notamment soutenues par Stříbro, qui contribua quatre paquet de groshen pour acheter de la bière pour les troupes, signe d’un appui local.
Il est possible que Plzeň, une ville loyale située à environ 25 km de Skála, ait fourni des renforts ou des provisions, bien que cela ne soit qu'une interprétation, car celle-ci disposant d'une garnison royal comme le mentionne l'historien August Sedláček pour l'armée royal de Petr Zmrzlík.
L’armée tenta de percer les défenses du château, protégé par sa position sur un éperon rocheux, mais le siège échoua, les chroniques le qualifiant de "vainement assiégé", surtout après avoir été repousser par l'armée hongroise venu en renfort.
Ce siège ne fut pas le premier assaut contre Skála. En 1399, une armée royale venue d’Horadovice avait tenté de s’emparer du château en utilisant pour la première fois en Bohême une "pušku velikou" (probablement une bombarde primitive), sans succès. Un troisième assaut, dirigé par Jan Městecký d’Opěná après 1402, se solda par la mort du commandant, l’issue restant incertaine.

## Conséquences
L’échec de 1402 permit à Břeněk Švihovský de conserver Skála, renforçant la position de l'Union seigneuriale dans l’ouest de la Bohême. Cependant ce prermier acte d'insurrection a inspiré d'autres villes à se rebeller contre Sigismond comme Kolin, Poděbrady, Kutna Hora lorsqu'ils ont refusé de se rendre en novembre 1402.
Petr Zmrzlík, malgré cet échec, poursuivit le combat et sa carrière, devenant maître des mines de Kutná Hora en 1405, avant de rejoindre le mouvement hussite avec Jan Zizka et de mourir à Prague en 1421.
À long terme, cet échec redirigea les efforts des loyalistes vers d’autres fronts, comme la défense des villes rebels en décembre 1402.